# Atri (Italie)
Pour les articles homonymes, voir Atri.
Atri est une commune italienne d'environ 10 580 habitants, située dans la province de Teramo dans la région des Abruzzes.

## Géographie
- La réserve naturelle Calanchi di Atri

## Histoire
On a attribué sa fondation à Denys l'Ancien.
L'histoire du duché d'Atri est intimement lié à la famille Acquaviva d'Aragon, ducs d'Atri.

## Sports
Atri accueille du 26 au 29 juin 2016 la première édition du championnat d'Europe féminin division B de basket-ball en fauteuil roulant.

## Administration
| Période                                  | Période  | Identité         | Étiquette    | Qualité |
| ---------------------------------------- | -------- | ---------------- | ------------ | ------- |
| 15/04/2008                               | En cours | Gabriele Astolfi | Centre droit |         |
| Les données manquantes sont à compléter. |          |                  |              |         |

### Hameaux
Casoli, Fontanelle, S. Margherita, S. Giacomo, Treciminiere

### Communes limitrophes
Castilenti, Cellino Attanasio, Città Sant'Angelo (PE), Elice (PE), Montefino, Morro d'Oro, Notaresco, Pineto, Roseto degli Abruzzi, Silvi

## Personnalités nées à Atri
- Claudio Acquaviva (1543-1615), Jésuite de la fin du XVIe et du début du XVIIe siècle, 5e Supérieur général de la Compagnie de Jésus qu'il dirigea de 1581 jusqu’à sa mort.
- Cesare Tudino (1530–vers 1591–1592), compositeur.